# Alaska Thunderfuck
Thunderfuck na DragCon de RuPaul's em maio de 2019.
Justin Andrew Honard, mais conhecido pelo seu nome artístico de Alaska Thunderfuck, Alaska Thunderfuck 5000 ou Alaska (como era inicialmente conhecido), é uma drag queen e artista musical estadunidense. Alaska ficou conhecida por ser uma finalista na quinta temporada de RuPaul's Drag Race e vencedora da segunda temporada de RuPaul's Drag Race All Stars. Em junho de 2019, um painel de jurados da revista New York a elegeu como a sétima das "drag queens mais poderosas dos Estados Unidos", um ranking com 100 ex-competidoras de Drag Race. Seu primeiro álbum de estúdio, Anus, foi lançado em 2015, seguido do lançamento de seu segundo álbum, Poundcake, em 2016. Seu terceiro álbum, Vagina, foi lançado em 2019. Além disso, Alaska é parte das AAA Girls, um grupo de drags composto por Willam e Courtney Act. Honard também é co-apresentador da websérie Bro'Laska junto a seu irmão, Corey Binney.

## Carreira
Alaska recebeu reconhecimento ao participar na 5ª temporada do reality show RuPaul's Drag Race. Ela já era conhecida pelos fãs anteriormente por ter mandado uma fita de audição em todas as temporadas do programa e namorar a vencedora da 4ª temporada do programa, Sharon Needles. Ao final da temporada, Alaska saiu como uma finalista junto a Roxxxy Andrews e a vencedora, Jinkx Monsoon. Após a sua participação em Drag Race, Alaska participou de uma versão de Rocky Horror Show em 2013, entrou em tour, performou em diversos shows e iniciou uma websérie com o irmão Corey Binney, Bro'Laska, no ano de 2014, lançando seu disco de estreia, Anus, em 2015.
Em 2016, Thunderfuck retornou a Drag Race, dessa vez para a segunda temporada de All Stars, onde saiu vencedora. Ela recebeu críticas pelo comportamento e eliminações feitas pela mesma no fim da competição. Nos anos seguintes, participou de outros realities de televisão, além de iniciar um podcast com a colega Willam Belli, lançar mais dois álbuns de estúdio e ser eleita uma das drag queens mais poderosas dos Estados Unidos.